# Burgstein (Thiersee)
Der Burgstein in Tirol ist ein auf 1821 m ü. A. Höhe gelegener, felsiger Grat südlich unterhalb des Hinteren Sonnwendjochs und somit Teil des Mangfallgebirges, eines Teilgebirges der Bayerischen Voralpen. 
Der Grat erstreckt sich in Ost-West-Richtung und erhebt sich einige Meter über das umgebende Gelände.
Er kann als Wanderung von der Ackernalm aus erreicht werden.